# Sodom
Sodom es un grupo alemán de thrash metal formado en 1981 en la ciudad de Gelsenkirchen por Thomas Such (alias Angelripper), en bajo y voz, y Frank Testegen (alias Agressor) en guitarras. Influenciados por grupos de speed metal, hard rock y punk rock como Black Sabbath, Iron Maiden, Judas Priest, Motörhead, Scorpions, Europe, Accept, Nazareth, Venom, Slayer, Tank, AC/DC, Discharge y Ramones, son considerados como una pieza fundamental dentro del thrash alemán al igual que Kreator, Destruction y Tankard, quienes en conjunto ayudaron enormemente a definir el sonido del metal extremo.

## Historia
Al poco tiempo de que Thomas Such y Frank Testegen se unieran, encontraron a un baterista, apodado Monster, pero que pronto fue reemplazado por Christian Dudeck, alias Witchhunter, con quien hicieron dos demos considerados hoy como de culto: "Witching metal" (año 1982), con canciones como "Poisoned Blood" o "Live From Hell" que mostraban el lado más satánico de la banda, y "Victims Of Death", que le pondría más rapidez al estilo de Sodom. En un show en vivo en Fráncfort, junto a Destruction, conocieron a Manfred Schutz, de SPV/Steamhammer, quien les dijo la legendaria frase "ustedes chicos son malos, y venderán millones de discos". Esto dio pie para la grabación de su EP debut: In the Sign of Evil, en 1984. Ausente estuvo Agressor, quien había dejado a la banda, y en su lugar estuvo Josef Dominic. Muchas de las canciones de este EP fueron relanzadas en álbumes posteriores. In the Sign Of Evil fue una de las inspiraciones para el surgimiento del black metal.

### Formación y primeros años del Black metal (1981 – 1986)
El Line-up original de Sodom consistió en Tom Angelripper, Bloody Monster, Arius "Blasphemer" y Aggressor. La banda fue iniciada por Tom como un intento desesperado de salir de tener que trabajar en las minas de carbón en su ciudad natal de Gelsenkirchen. Tomando la inspiración de bandas como Scorpions, Black Sabbath, Iron Maiden, Motörhead, Judas Priest, Venom, Slayer, Tank, Nazareth, Accept, Discharge, Ramones y AC/DC, el grupo lanzó dos demos que condujeron a un contrato con Steamhammer (que no se registraron con Bloody Monster, que por aquel entonces fue reemplazado por Chris "Witchhunter" Dudek). Aggressor dejó la banda poco antes de que el EP In the Sign of Evil (generalmente considerado como una importante puesta en libertad anticipada de black metal), y fue sustituido por Violator Grave (no duró mucho en la banda), ya después de la grabación del EP In the Sign of Evil. Michael "Destructor" Wulf se encontró como un reemplazo, después de lo cual la banda fue grabando Obsessed by Cruelty y de su álbum debut con la música que era sobre todo en la línea de In the Sign of Evil. Wulf no duró en la banda, y más tarde se fue y se unió a Kreator (que no duraría mucho tiempo allí tampoco, y murió en 1993 después de un trágico accidente de moto).

### Época de Oro (1986–1990)
En 1986 se prepara la salida de su primer LP, llamado Obsessed by Cruelty con letras basadas en el magick de A. Crowley. Esto muestra la época de oro de los muchachos de Gelsenkirchen. En este álbum estuvo presente el guitarrista Michael "Destructor" Wulff, quien luego dejaría la banda para unirse a Kreator. Wulff murió en un accidente de motocicleta en 1993. Este disco cuenta con la canción "Deathlike Silence", cuyo nombre sirvió de inspiración para Euronymous, exguitarrista de Mayhem, que lo usaría para su propio sello discográfico: "Deathlike Silence Productions".
Luego de esto, la banda decidió abolir su imagen satánica, cambiándola por el tema de la guerra. Con este panorama y un nuevo guitarrista, Frank "Blackfire" Gosdzik, editan un nuevo material que incluye dos LP, un álbum en vivo y un EP: Persecution Mania, LP de 1987, que tuvo la primera cubierta con la mascota de la banda "Knarrenheinz", Expurse of Sodomy, EP de 1987, Mortal Way of Live, álbum en vivo, que tuvo la primera carátula censurada en Alemania, el sencillo "Ausgebombt" de 1988, y el álbum Agent Orange de 1989. Al editar este último, Blackfire deja la banda para, al igual que Wulff, unirse a Kreator. 
Persecution Mania es considerado por muchos como uno de los mejores discos de la banda, consolidando el sonido thrash metal y dejando de lado su imagen satánica, concentrándose en temas como la política y la guerra. El disco cuenta con una versión del tema de Motörhead "Iron Fist".
Agent Orange, producido al igual que Persecution Manía por Harris Jhonns, hizo que Sodom fuera considerada como una de las mejores bandas de thrash metal alemán, siendo este disco el más vendido de todos los álbumes de thrash metal de Alemania, vendiendo 100.000 unidades tan solo en su país.[cita requerida] La portada del álbum fue realizada por Andreas Marschall, ilustrador habitual de la banda. Para la gira de promoción de Agent Orange se contó con la ayuda de Uwe Baltrusch de Mekong Delta para tocar la guitarra y terminar el tour de 1989.

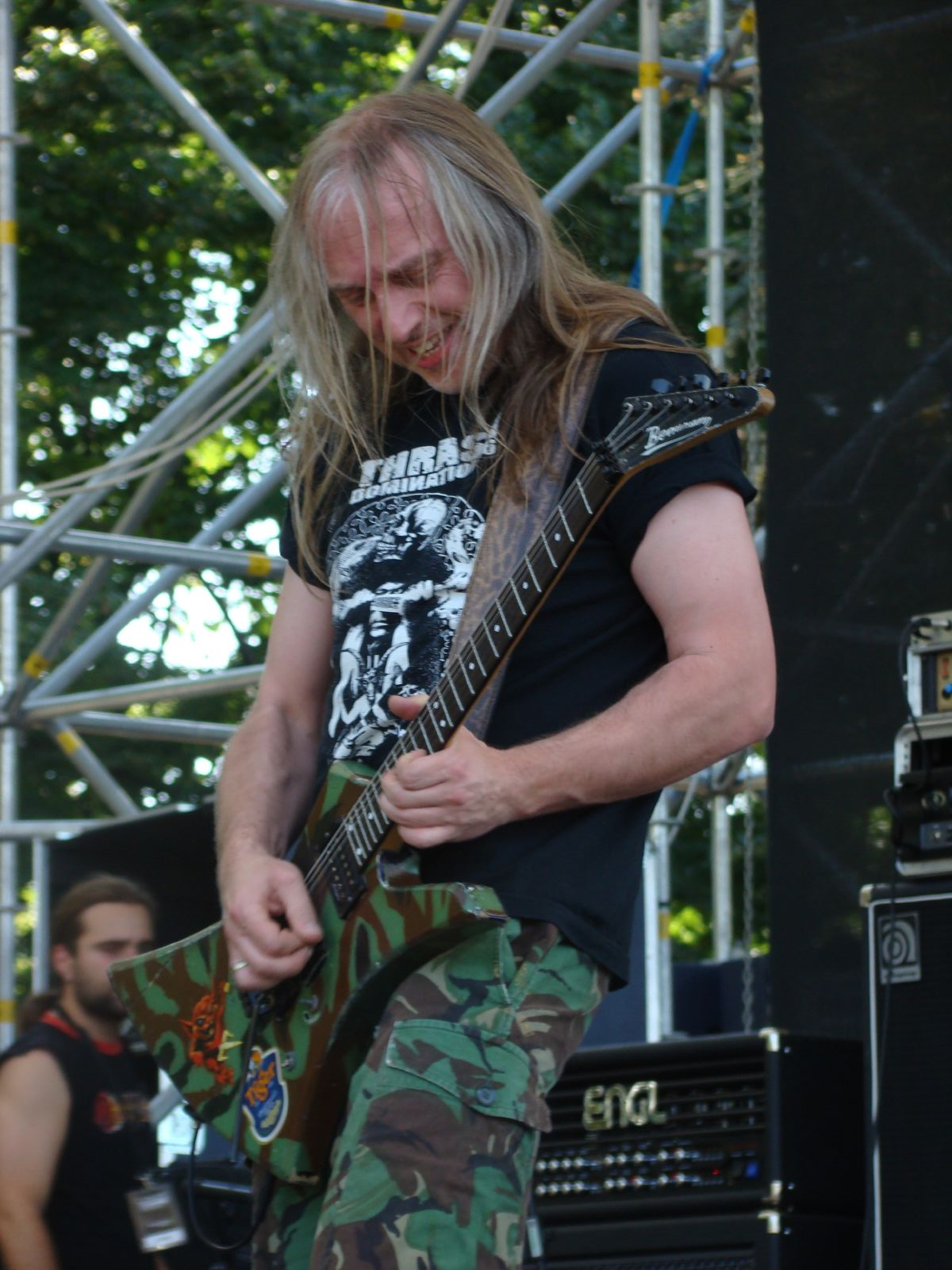
Bernemann es el guitarrista de la banda desde 1997.

### Experimentación
El auge del thrash en estos años fue el mejor de su historia. En 1990, entra en la banda un nuevo guitarrista en reemplazo de Frank Blackfire, Michael Hoffman "Assassin", con él entran nuevamente en los Musiclab Studios junto a Harris Jhonns y sacan su quinto álbum, "Better Off Dead", con un sólido sonido y su tradicional temática acerca de la guerra. Luego se embarcan en una exitosa gira de promoción del álbum, que termina en Centroamérica, consolidando así a "Sodom" como una de las mejores bandas del Thrash metal mundial. 
En 1991, lanzan el EP "The Saw Is the Law", que sigue la misma línea que "Better Off Dead". 1992 fue un año crítico para Sodom: Hoffman se retira, ya que decide establecer su residencia en Brasil. Entonces la banda queda nuevamente sin guitarrista. Entra en sustitución de Hoffman un chico desconocido en la escena llamado Andy Brings, con quien graban en "Dierks Studios", "Tapping the Vein", un álbum más fuerte que su antecesor "Better Off Dead", pero con un notorio sonido orientado al death metal.
Durante el tour de promoción de "Tapping the Vein", las diferencias entre los integrantes de la banda aumentaron y también la incapacidad de "Chris Witchhunter" de poder luchar con sus problemas por el alcohol. Luego de su gira en Japón, Chris Witchhunter es despedido de la banda.
Para reemplazar a Chris Witchhunter en la batería, se tiene en cuenta a Atomic Steif (ex Living Death) y Violent Force), quien también era un antiguo amigo de la banda.
En 1993 sacan un EP llamado Aber bitte mit Sahne para introducir a Steif y en 1994 lanzan su disco Get What You Deserve, que cambia por completo el novedoso sonido death metal expresado en "Tapping the Vein" por un thrash metal influenciado por el hardcore punk. La portada de este disco muestra a un hombre baleado y ensangrentado en una cama, la misma fue censurada en gran parte de Europa, lo que obligó a SPV a producir el resto de las copias con una foto de la banda que cubriera la portada. De la gira de este disco se grabó un en vivo titulado "Marooned Live". En 1995 lanzan su séptimo álbum Masquerade in Blood con un sonido casi idéntico a su anterior trabajo, un crossover thrash con la potente voz de Angelripper. Para 1996, se edita un Best off titulado "Ten Black Years". En este álbum doble se recopilan sus mejores canciones, junto con material inédito hasta 1995. 
Para 1996, se realiza otro cambio en la banda: salen Strahli y Atomic Steif. Con la banda casi disuelta, Angelripper decide tomarse un descanso para poder pensar acerca del futuro de Sodom. En 1997 entran Bobby Schottkowski a tocar la batería y Bernemann a la guitarra líder, logrando así después de muchos años una alineación estable. Ese mismo año sacan un nuevo álbum, 'Til Death Do Us Unite, cambiando su sello discográfico a G.U.N. Este disco retoma un poco el sonido más clásico de Sodom pero sin dejar de lado aún el sonido crossover thrash. La portada fue censurada nuevamente en Alemania y algunos países de Europa. También se grabó un vídeo para la canción "Fuck the Police".

### De vuelta a las Raíces (1999 – presente)
1999 fue un año importantísimo, cambian nuevamente de sello, ahora a Drakkar. Manteniendo la alineación, sacan el disco "Code Red", un disco que vuelve a las raíces del espíritu de Sodom. Con fuerza, brutalidad y rabia, este CD deja atrás todas las quejas anteriores, sustituyendo el crossover thrash por un thrash metal puro y agresivo, característico de estos alemanes. Para el 2000 toman un pequeño receso, pero en 2001 retoman la actividad volviendo a su antiguo sello SPV/Steamhammer, sacando el álbum M-16, estructuralmente muy parecido a Code Red pero más consolidado, teniendo como base principal la guerra y conflictos. 2002 fue un año de conciertos para la banda y en 2003 lanzan un disco en vivo doble titulado "One Night in Bangkok", que fue grabado en un concierto en Bangkok, Tailandia.
En 2000, Tom, quien había hecho ¨dos proyectos fuera de la banda principal, Desperados y Onkel Tom Angelripper, fue premiado por más de un millón de copias vendidas de los álbumes de Sodom.

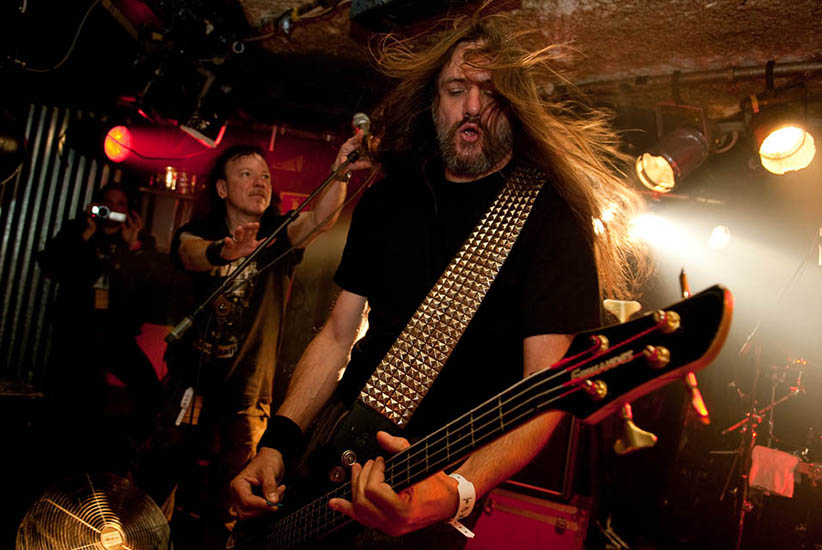
Sodom, en vivo desde Hole In The Sky, 2009

Después de un largo periodo sin lanzamientos, en 2006 sale a la venta su disco homónimo "Sodom", con un sonido que va de la mano con sus dos últimas producciones. Angelripper explica que el nombre del álbum se debe a que "todas las bandas tienen un autitulado, y Sodom no sería la excepción".
Para 2007, Sodom saca su disco The Final Sign of Evil. Este disco consiste en la regrabación de su EP In the Sign of Evil, más siete canciones que habían sido escritas durante ese mismo período pero que nunca salieron a la luz. Para la grabación, Angelripper llamó a la alineación clásica de la banda, con Chris Witchhunter en la batería y Grave Violator en la guitarra.
El 22 de noviembre de 2010 se publicó el álbum In War and Pieces, que es el último con Bobby Schottkowski como batería, pues abandonó la banda poco después de la publicación del álbum por problemas personales con Angelripper. Unos días más tarde se anunció la llegada del batería Markus "Makka" Freiwald. En enero de 2011, el exguitarrista Dirk Strahlmeier falleció en un hospital de Düsseldorf.
Para el 2013 Sodom publica el álbum titulado Epitome Of Torture.
Y ya en 2014 (28 de noviembre) aparece un EP "Sacred Warpath" lanzado por el sello Steamhammer y donde se incluye un tema completamente nuevo el tema título (Sacred Warpath) más tres canciones en vivo ("The Saw Is The Law", "Stigmatized" y "City Of God").
El 26 de agosto de 2016 se publicó su decimoquinto álbum llamado Decision Day por Steamhammer Records, el disco mantiene su mítico sonido Thrash Metal marcado por la agresividad que caracteriza a la banda.
El 5 de enero de 2018 Tom Angelripper anuncio la salida del baterista Markus “Makka” Freiwald y el guitarrista Bernd “Bernemann” Kost
alegando lo siguiente:
“ Después de pensarlo y mucha reflexión, he decidido dar este paso difícil para afrontar nuevos retos
Sodom siempre ha vivido del compromiso y pasión de todos los involucrados. Makka fue parte de la banda por ocho años, Bernemann por más de veinte. Para no hacer obvio la posible rutina en la que caímos es imposible continuar nuestro trabajo creativo de forma óptima, quiero empezar todo de nuevo con músicos frescos y hambrientos. Al mismo tiempo, quiero agradecer a Bernemann y Makka por todos estos años exitosos en los que hicimos shows fantásticos y sacamos verdaderos manifiestos de heavy metal”.
Sodom anunciará a su nueva alineación el próximo 28 de abril en el Full Metal Mountain donde ya tienen confirmada su participación, además dejando la posibilidad de seguir siendo un trío o pasar a una banda de más integrantes. También, al conformar esta nueva era, viene un disco nuevo
El 13 de enero de 2020, se anunció la salida de su baterista Husky, quien se retiró de la banda por problemas de tiempo con sus labores de tiempo completo.

## Influencia
Sodom ha tenido gran influencia en el desarrollo del metal extremo y al thrash metal a finales de los 80 y principios de los 90, y ha influenciado a importantes grupos musicales, destacando la banda pionera del black metal noruego Mayhem y en especial los guitarristas Øystein "Euronymous" Aarseth (fundó una discográfica con el nombre de la canción «Deathlike Silence») y Rune Eriksen (tomó su apodo de la canción «Blasphemer»). Otras bandas que han hecho covers de Sodom o los han citado como influencia son Cradle of Filth, Dark Funeral, Abigail, Vader, System Of a Down, Impaled Nazarene, Avulsed y Enthroned entre otras.

## Miembros

### Miembros actuales
- Tom Angelripper - voz y bajo (1981–presente)
- Frank Blackfire - guitarra (2017–presente)
- Yorck Segatz - guitarra (2017–presente)
- Toni Merkel - batería (2020- presente)

### Miembros anteriores
- Aggressor (Frank Testegen) - guitarra (1983-1984)
- Grave Violator (Pepi Dominic) - guitarra (1984-1985)
- Destructor (Michael Wulf) - guitarras (1985-1986)
- Assator (Uwe Christophers) - guitarra (en el tour de 1986)
- Uwe Baltrusch - guitarra (en el tour 1989/1990)
- Michael Hoffman - guitarra (1990-1991)
- Andy Brings - guitarra (1991-1994)
- Strahli (Dirk Strahlimeier) - guitarra (1995-1996)
- Bloody Monster (Rainer Focke) - batería (1982)
- Chris Witchhunter (Christian Dudek) - batería (1983-1992)
- Atomic Steif (Guido Richter) - batería (1992-1996)
- Bobby Schottkowski - batería (1997-2010)
- Bernemann Kost - guitarra (1997–2018)
- Markus "Makka" Freiwald - batería (2010–2018)
- Husky - batería (2018-2020)

## Línea de tiempo
| Fecha de lanzamiento     | Título                 | Lista de Alemania |
| ------------------------ | ---------------------- | ----------------- |
| 1 de mayo de 1986        | Obsessed by Cruelty    |                   |
| 1 de diciembre de 1987   | Persecution Mania      |                   |
| 1 de junio de 1989       | Agent Orange           | #36               |
| 1 de octubre de 1990     | Better Off Dead        |                   |
| 1 de agosto de 1992      | Tapping The Vein       | #56               |
| 1 de enero de 1994       | Get What You Deserve   | #45               |
| 1 de junio de 1995       | Masquerade in Blood    | #76               |
| 24 de febrero de 1997    | 'Til Death Do Us Unite |                   |
| 31 de mayo de 1999       | Code Red               |                   |
| 22 de octubre de 2001    | M-16                   | #88               |
| 24 de abril de 2006      | Sodom                  | #64               |
| 28 de septiembre de 2007 | The Final Sign of Evil |                   |
| 22 de noviembre de 2010  | In War and Pieces      | #64               |
| 29 de abril de 2013      | Epitome of Torture     |                   |
| 26 de agosto de 2016     | Decision Day           |                   |
| 27 de noviembre de 2020  | Genesis XIX            |                   |
| 20 de agosto de 2021     | Bombenhagel            |                   |
| 27 de junio de 2025      | The Arsonist           |                   |

{| style="background: #f9f9f9; border: 1px #aaa solid; font-size: 95%" 
| 
| 
| 

| 

| 

| 

| 

| 

| 

| 

| 

| 

| 

| 
|
|- 
| 
| bgcolor="#000000" style="border: 1px #FF0000 solid; width:55px;" | 

| bgcolor="#000000" style="border: 1px #000000 solid;" | 

| bgcolor="#FF8000" style="border: 1px #000000 solid;" | 

| bgcolor="#0000A0" style="border: 1px #000000 solid;  width:100px;" | 

| bgcolor="#0000A0" style="width:55px;" | 

| bgcolor="#FF4D00" style="border: 1px #000000 solid; width:55px;" | 

| bgcolor="#FF0000" style="border: 1px #000000 solid; width:55px;" | 

| bgcolor="#000000" style="border: 1px #000000 solid; width:70px;" | 

| bgcolor="#FF0000" style="border: 1px #000000 solid; width:70px;" | 

| bgcolor="#FF0000" style="border: 1px #000000 solid; width:55px;" | 

| bgcolor="#000000" style="border: 1px #000000 solid; width:55px;" | 

| bgcolor="#000000" style="border: 1px #000000 solid; width:55px;" | 

| bgcolor="#000000" style="border: 1px #000000 solid; width:55px;" | 
| bgcolor="#000000" style="border: 1px #000000 solid; width:55px;" | 
| bgcolor="#000000" style="border: 1px #000000 solid; width:55px;" | 

|
|- 
| style="width:60px" | 

| style="width:60px" | 

| 

| 

| 

| 

| 

| 

| 

| 

| 

| 

| 

| 

| 

| 

| 
|

 
|- colspan="16" bgcolor="#F9E6A0" | 
|- 
| colspan="1" bgcolor="#DBDBDB" | 

| colspan="1" bgcolor="#DBDBDB" | 

| colspan="1" bgcolor="#DBDBDB" | 

| colspan="2" bgcolor="#DBDBDB" | 

| colspan="1" bgcolor="#DBDBDB" | 

| colspan="2" bgcolor="#DBDBDB" | 

| colspan="1" bgcolor="#DBDBDB" | 

| colspan="7" bgcolor="#DBDBDB" | 
|- 
| colspan="7" bgcolor="#E5E5AE" | 

| colspan="2" bgcolor="#E5E5AE" | 

| colspan="5" bgcolor="#E5E5AE" | 

| colspan="2" bgcolor="#E5E5AE" | 

| colspan="6" bgcolor="#E5E5AE" | 

| colspan="3" bgcolor="#E5E5AE" | 
|}
|  | Álbum editado |  | Voz y bajo |  | Batería |

|  | Guitarra |